# Marcus Foligno
Marcus Foligno (Buffalo, Nueva York, 10 de agosto de 1991), apodado Moose, es un jugador profesional estadounidense de hockey sobre hielo que se desempeña en la posición de extremo izquierdo en Minnesota Wild, equipo de la National Hockey League (NHL).

## Carrera
Fue seleccionado en la cuarta ronda en la NHL Entry Draft de 2009. En 2011 hizo su debut profesional con el equipo Buffalo Sabres, en el cual jugó seis temporadas (2011-2017), después pasó a Minnesota Wild, donde lleva jugando siete temporadas.